# Saison 2013-2014 du Valenciennes FC
Maillots
Chronologie
Saison précédente Saison suivante
La saison 2013-2014 du Valenciennes FC est la trente-troisième saison du club nordiste en première division du championnat de France, la huitième saison consécutive au sein de l'élite du football français.
Daniel Sanchez, entraîneur de 59 ans, était à la tête du staff valenciennois au début de la saison. Prenant la place de Philippe Montanier en 2011, il avait pour mission de maintenir le club après les départs de joueurs importants comme Gaël Danic ou Nicolas Isimat-Mirin. Mais après une succession de mauvais résultats, il est limogé le 7 octobre et est remplacé par Ariël Jacobs, champion de Belgique à deux reprises avec Anderlecht et champion du Danemark en titre avec le FC Copenhague.
Cette nouvelle saison fait suite à celle de 2012-2013 qui a vu le club terminer 11e soit le deuxième meilleur classement depuis la remontée dans l'élite de la hiérarchie française. Alors que les Rouges et Blancs flirtaient avec les places européennes lors de la première partie de championnat, la seconde partie s'avérait ratée avec seulement quatre victoires et une série de huit matches sans aucune victoire. Le manque de régularité est un problème récurrent pour VA qui alterne les bonnes et mauvaises séries. Les objectifs pour cette année restent inchangés, puisque Jean-Raymond Legrand espère uniquement le maintien le plus vite possible, les grands favoris pour le titre étant le Paris Saint-Germain pour la troisième saison du Qatar Investment Authority à la tête du club et l'AS Monaco qui retrouve la première division et qui sont dotés de moyens financiers beaucoup plus importants.
Les nordistes participent également durant la saison aux deux coupes nationales que sont la Coupe de France où ils se font éliminer dès leur entrée en lice par l'équipe du Stade rennais et la Coupe de la ligue où leur parcours est arrêté prématurément lors des seizièmes de finale par l'ESTAC Troyes.

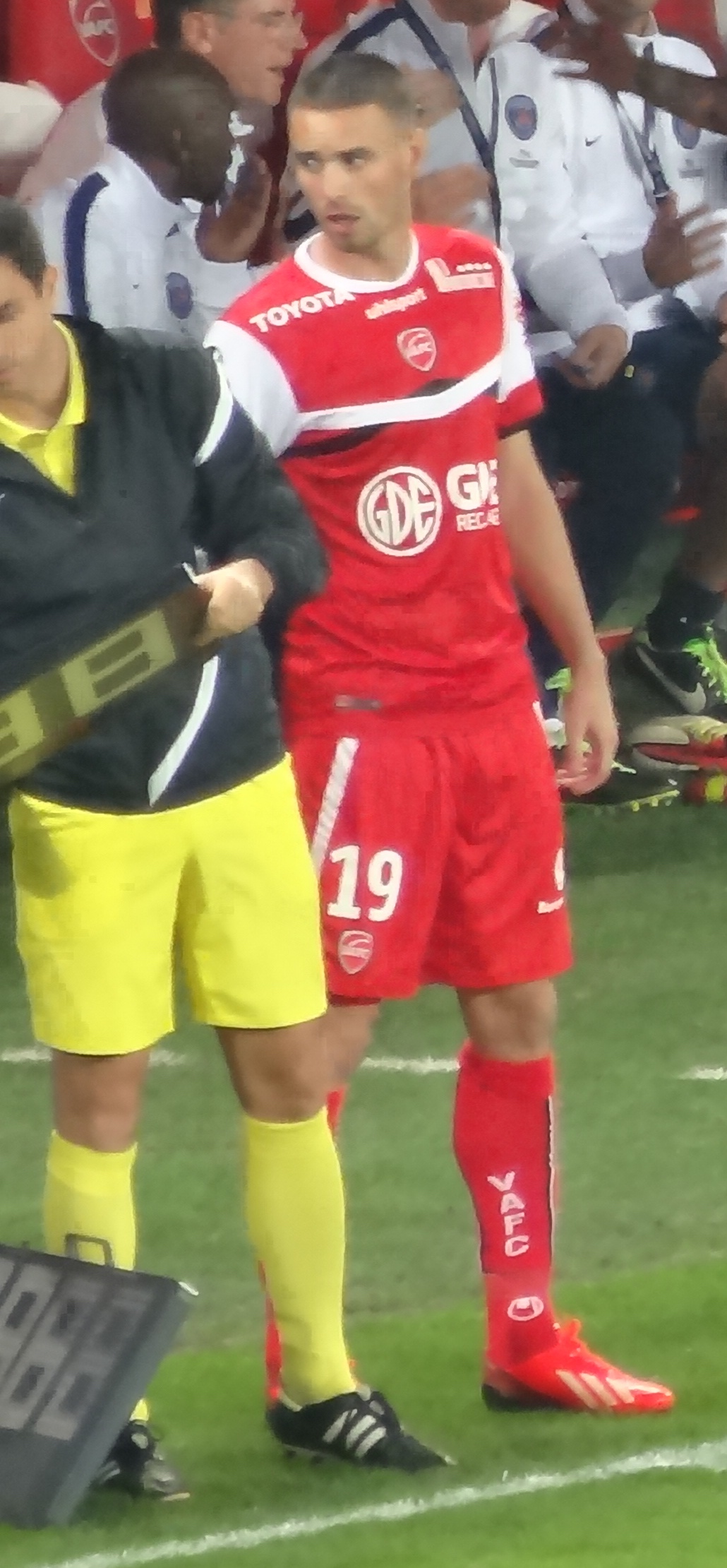
Anthony Le Tallec sous les couleurs de Valenciennes.

## Avant-saison

### Mercato d'été

#### Arrivées
| Nom                      | Club précédent        |
| ------------------------ | --------------------- |
| Tongo Doumbia            | Wolverhampton (p)     |
| Éloge Enza-Yamissi       | ESTAC                 |
| Saliou Ciss              | Tromsø IL             |
| Magno Novaes             | SC Bastia             |
| Aurelian Chitu           | FC Viitorul Constanța |
| Jean-Christophe Bahebeck | Paris SG (p)          |

#### Départs
| Nom               | Club                       |
| ----------------- | -------------------------- |
| Vincent Aboubakar | FC Lorient                 |
| Gaël Danic        | Olympique Lyonnais         |
| Carlos Sanchez    | Rangers Talca (rp) - Elche |
| Remi Gomis        | Levante                    |
| Gaëtan Bong       | Olympiakos Le Pirée        |
| Jean-Louis Leca   | SC Bastia                  |

### Mercato d'hiver

#### Arrivées
| Nom              | Club précédent     |
| ---------------- | ------------------ |
| Majeed Waris     | Spartak Moscou (p) |
| Carl Medjani     | Monaco (p)         |
| Gary Kagelmacher | Monaco (p)         |

#### Départs
| Nom            | Club                |
| -------------- | ------------------- |
| José Saez      | Stade Malherbe Caen |
| Aurelian Chitu | PAS Giannina (p)    |

### Préparation d'avant-saison
| Date                     | Adversaire       | Lieu                   | Score | Buteurs pour Valenciennes                                            |
| ------------------------ | ---------------- | ---------------------- | ----- | -------------------------------------------------------------------- |
| Samedi 13 juillet 2013   | SV Zulte Waregem | Saint-Amand-les-Eaux   | 1 - 1 | Adrian Chitu 5e                                                      |
| Samedi 20 juillet 2013   | SM Caen          | Vire                   | 2 - 2 | Maor Melikson 15e, Adrian Chitu 72e                                  |
| Samedi 27 juillet 2013   | Panathinaïkos    | Stade du Hainaut       | 4 - 0 | Marco Da Silva 12e , Mathieu Dossevi 18e, Mendes 27e , José Saez 77e |
| Mercredi 31 juillet 2013 | US Boulogne      | Stade de la Libération | 0 - 0 |                                                                      |
| Samedi 3 août 2013       | Stade de Reims   | Stade Auguste-Delaune  | 0 - 0 |                                                                      |

## Compétitions

### Ligue 1
| Date                                        | Journées | Adversaire               | Lieu                         | Affluence | Score | Buteurs pour Valenciennes                                      | Buteurs adverses                                                                                  | Points | Place           |
| ------------------------------------------- | -------- | ------------------------ | ---------------------------- | --------- | ----- | -------------------------------------------------------------- | ------------------------------------------------------------------------------------------------- | ------ | --------------- |
| Samedi 10 août 2013 à 21h00                 | 1        | Toulouse FC              | Stade du Hainaut             | 12 261    | 3 - 0 | Maor Melikson 37e (pen.) · José Saez 52e · Grégory Pujol 90+3e | -                                                                                                 | 3 pts  | 2e              |
| Samedi 17 août 2013 à 20h00                 | 2        | SC Bastia                | Stade Armand-Cesari          | 15 425    | 2 - 0 | -                                                              | Gianni Bruno 76e · Adama Ba 79e                                                                   | 3 pts  | 6e              |
| Samedi 24 août 2013 à 17h00                 | 3        | Olympique de Marseille   | Stade du Hainaut             | 19 007    | 0 - 1 | -                                                              | André-Pierre Gignac 84e                                                                           | 3 pts  | 13e             |
| Samedi 31 août 2013 à 20h00                 | 4        | FC Lorient               | Stade du Moustoir            | 15 188    | 1 - 0 | -                                                              | Vincent Aboubakar 14e                                                                             | 3 pts  | 16e             |
| Samedi 14 septembre 2013 à 20h00            | 5        | AS Saint-Étienne         | Stade du Hainaut             | 13 549    | 1 - 3 | Maor Melikson 80e (pen.)                                       | Benjamin Corgnet 17e, 53e · Romain Hamouma 47e                                                    | 3 pts  | 18e (relégable) |
| Dimanche 22 septembre 2013 à 17h00          | 6        | OGC Nice                 | Allianz Riviera              | 34 459    | 4 - 0 | -                                                              | Darío Cvitanich 32e (pen.) · Éric Bauthéac 44e · Christian Brüls 69e · Alexy Bosetti 73e          | 3 pts  | 19e (relégable) |
| Mercredi 25 septembre 2013 à 20h00          | 7        | Paris SG                 | Stade du Hainaut             | 19 180    | 0 - 1 | -                                                              | Edinson Cavani 45+2e                                                                              | 3 pts  | 19e (relégable) |
| Samedi 28 septembre 2013 à 20h00            | 8        | FC Sochaux-Montbéliard   | Stade Auguste-Bonal          | 14 579    | 2 - 0 | -                                                              | Cédric Bakambu 12e · Carlão 18e                                                                   | 3 pts  | 20e (relégable) |
| Samedi 5 octobre 2013 à 20h00               | 9        | Stade de Reims           | Stade du Hainaut             | 20 330    | 1 - 1 | Eloge Enza Yamissi 90e                                         | Prince Oniangue 30e                                                                               | 4 pts  | 20e (relégable) |
| Samedi 19 octobre 2013 à 20h00              | 10       | Stade rennais FC         | Stade de la route de Lorient | 16 855    | 2 - 2 | Anthony Le Tallec 65e · Marco Da Silva 73e                     | Foued Kadir 7e, 50e                                                                               | 5 pts  | 20e (relégable) |
| Samedi 26 octobre 2013 à 20h00              | 11       | Évian Thonon-Gaillard FC | Stade du Hainaut             | 13 370    | 0 - 1 | -                                                              | Pape Amodou Sougou 82e                                                                            | 5 pts  | 20e (relégable) |
| Samedi 2 novembre 2013 à 20h00              | 12       | AC Ajaccio               | Stade François-Coty          | 5 789     | 1 - 3 | Grégory Pujol 26e, 90+2e · Mathieu Dossevi 68e                 | Rudy Mater 32e (csc)                                                                              | 8 pts  | 18e (relégable) |
| Samedi 9 novembre 2013 à 20h00              | 13       | Montpellier-Hérault SC   | Stade du Hainaut             | 12 521    | 1 - 1 | Benjamin Angoua 6e                                             | Benjamin Stambouli 90+1e                                                                          | 9 pts  | 18e (relégable) |
| Samedi 23 novembre 2013 à 20h00             | 14       | Olympique lyonnais       | Stade de Gerland             | 33 202    | 1 - 1 | Jean-Christophe Bahebeck 66e                                   | Bafétimbi Gomis 16e                                                                               | 10 pts | 18e (relégable) |
| Samedi 30 novembre 2013 à 20h00             | 15       | Lille OSC                | Stade du Hainaut             | 14 874    | 0 - 1 | -                                                              | Ronny Rodelin 44e                                                                                 | 10 pts | 18e (relégable) |
| Mardi 4 décembre 2013 à 19h00               | 16       | FC Nantes                | Stade de la Beaujoire        | 20 638    | 2 - 1 | José Saez 52e                                                  | Alejandro Bedoya 59e · Fernando Aristeguieta 89e                                                  | 10 pts | 18e (relégable) |
| Samedi 7 décembre 2013 à 20h00              | 17       | EA Guingamp              | Stade du Hainaut             | 15 655    | 1 - 1 | Tongo Hamed Doumbia 18e                                        | Younousse Sankhare 70e                                                                            | 11 pts | 18e (relégable) |
| Dimanche 15 décembre 2013 à 14h00           | 18       | Girondins de Bordeaux    | Stade Chaban-Delmas          | 22 165    | 2 - 1 | Tongo Hamed Doumbia 55e                                        | Jussiê 58e (pen.) · Nicolas Maurice-Belay 73e                                                     | 11 pts | 18e (relégable) |
| Vendredi 20 décembre 2013 à 20h30           | 19       | AS Monaco                | Stade Louis-II               | 6 299     | 1 - 2 | Éric Abidal 30e (csc) · David Ducourtioux 58e                  | James Rodríguez 84e                                                                               | 14 pts | 18e (relégable) |
| Samedi 11 janvier 2014 à 20h00              | 20       | SC Bastia                | Stade du Hainaut             | 13 349    | 3 - 2 | Mathieu Dossevi 33e, 35e · Abdul Majeed Waris 54e              | Romaric 71e · Ilan 82e                                                                            | 17 pts | 18e (relégable) |
| Samedi 25 janvier 2014 à 20h00              | 22       | FC Lorient               | Stade du Hainaut             | 11 816    | 1 - 1 | Grégory Pujol 52e                                              | Saliou Ciss 39e (csc)                                                                             | 18 pts | 18e (relégable) |
| Reporté au mercredi 29 janvier 2014 à 19h00 | 21       | Olympique de Marseille   | Stade Vélodrome              | 35 741    | 2 - 1 | Arthur Masuaku 37e                                             | André-Pierre Gignac 31e · Florian Thauvin 63e                                                     | 18 pts | 18e (relégable) |
| Samedi 1er février 2014 à 20h00             | 23       | AS Saint-Étienne         | Stade Geoffroy-Guichard      | 19 839    | 3 - 0 | -                                                              | Renaud Cohade 45+1e · Benjamin Corgnet 55e · Yohan Mollo 87e                                      | 18 pts | 18e (relégable) |
| Samedi 8 février 2014 à 20h00               | 24       | OGC Nice                 | Stade du Hainaut             | 12 186    | 2 - 1 | Tongo Hamed Doumbia 28e · Abdul Majeed Waris 88e               | Neal Maupay 75e                                                                                   | 21 pts | 18e (relégable) |
| Vendredi 15 février 2014 à 20h30            | 25       | Paris SG                 | Parc des Princes             | 45 727    | 3 - 0 | -                                                              | Ezequiel Lavezzi 18e · Zlatan Ibrahimović 50e · Gary Kagelmacher 52e (csc)                        | 21 pts | 18e (relégable) |
| Samedi 22 février 2014 à 20h00              | 26       | FC Sochaux-Montbéliard   | Stade du Hainaut             | 13 340    | 2 - 2 |                                                                |                                                                                                   | 22 pts |                 |
| Samedi 1er mars 2014 à 20h00                | 27       | Stade de Reims           | Stade Auguste-Delaune        | 14 414    | 3 - 1 |                                                                |                                                                                                   | 22 pts | 18e (relégable) |
| Samedi 8 mars 2014 à 20h00                  | 28       | Stade rennais FC         | Stade du Hainaut             | 13 409    | 2 - 1 |                                                                |                                                                                                   | 25 pts | 18e (relégable) |
| 15 mars 2014                                | 29       | Évian Thonon-Gaillard FC | Parc des Sports (Annecy)     | 11 172    | 0 - 1 |                                                                |                                                                                                   | 28 pts | 18e (relégable) |
| 22 mars 2014                                | 30       | AC Ajaccio               | Stade du Hainaut             | 14 203    | 2 - 3 |                                                                |                                                                                                   | 28 pts | 18e (relégable) |
| 29 mars 2014                                | 31       | Montpellier-Hérault SC   | Stade de la Mosson           | 17 109    | 0 - 0 |                                                                |                                                                                                   | 29 pts | 18e (relégable) |
| 5 avril 2014                                | 32       | Olympique lyonnais       | Stade du Hainaut             | 13 922    | 1 - 2 |                                                                |                                                                                                   | 29 pts | 18e (relégable) |
| 12 avril 2014                               | 33       | Lille OSC                | Stade Pierre-Mauroy          | 37 757    | 1 - 0 |                                                                |                                                                                                   | 29 pts | 19e (relégable) |
| 19 avril 2014                               | 34       | FC Nantes                | Stade du Hainaut             | 13 972    | 2 - 6 | Carl Medjani 61e Jean-Christophe Bahebeck 83e                  | Johan Audel 25e Alejandro Bedoya 41e Serge Gakpe 44e 54e Carl Medjani 86e(csc) Bănel Nicoliţă 89e | 29 pts | 19e (relégable) |
| Samedi 26 avril 2014 à 20h00                | 35       | EA Guingamp              | Stade de Roudourou           | 16 712    | 1 - 0 | -                                                              | Claudio Beauvue 61e                                                                               | 29 pts | 19e (relégable) |
| 4 mai 2014                                  | 36       | Girondins de Bordeaux    | Stade du Hainaut             |           | -     |                                                                |                                                                                                   |        | 19e (relégable) |
| 10 mai 2014                                 | 37       | AS Monaco                | Stade du Hainaut             |           | -     |                                                                |                                                                                                   |        |                 |
| 17 mai 2014                                 | 38       | Toulouse FC              | Stadium                      |           | -     |                                                                |                                                                                                   |        |                 |

### Coupe de France
| Date                          | Match(s)      | Adversaire       | Lieu                         | Affluence | Score                       | Buteurs pour Valenciennes | Buteurs adverse         |
| ----------------------------- | ------------- | ---------------- | ---------------------------- | --------- | --------------------------- | ------------------------- | ----------------------- |
| Samedi 4 janvier 2014 à 20h45 | 32e de finale | Stade rennais FC | Stade de la route de Lorient | 8 346     | 1 - 1 a. p., 8 - 7 t. a. b. | Mathieu Dossevi 74e       | Julien Féret 61e (pen.) |

### Coupe de la ligue
| Date                          | Match(s)      | Adversaire   | Lieu             | Affluence | Score | Buteurs pour Valenciennes | Buteurs adverses |
| ----------------------------- | ------------- | ------------ | ---------------- | --------- | ----- | ------------------------- | ---------------- |
| Mardi 29 octobre 2013 à 20h00 | 16e de finale | ES Troyes AC | Stade du Hainaut |           | -     |                           |                  |

## Joueurs et encadrement technique

### Statistiques individuelles

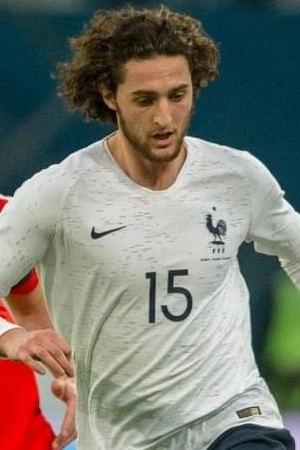
Dossevi, l'un des meilleurs joueurs du club est mis au tapis par le jeune Rabiot.

#### Classement des buteurs
| Place | Nom                     | Buts |
| ----- | ----------------------- | ---- |
| 1     | Abdul Majeed Waris      | 9    |
| 2     | Mathieu Dossevi         | 5    |
| 3     | Grégory Pujol           | 4    |
| 4     | Tongo Doumbia           | 4    |
| 5     | Maor Melikson           | 2    |
| 6     | Jean-Christophe Bahebek | 2    |
| 7     | Anthony Le Tallec       | 2    |
| 8     | David Ducourtioux       | 1    |
| 9     | Arthur Masuaku          | 1    |
| 10    | Eloge Enza-Yamissi      | 1    |
| 11    | Benjamin Angoua         | 1    |
| 12    | Carl Medjani            | 1    |
| 13    | Marco Da Silva          | 1    |

## Aspects juridiques et économiques

### Structure juridique et organigramme
Le Valenciennes Football Club se compose d'une association, titulaire du numéro d'affiliation de la FFF, et d'une société. L'Association VAFC gère le centre de formation, la section amateur et des stages à travers toute la France. La Société VAFC a le statut de société anonyme sportive professionnelle (SASP) depuis 2004.

### Équipementiers et sponsors
Le VAFC est sponsorisé par l'entreprise de recyclage GDE.
Uhlsport est l'équipementier du club, pour la troisième saison consécutive.
Par ailleurs, les partenaires institutionnels du club sont : La région Nord-Pas-de-Calais, Valenciennes Métropole et la ville de Valenciennes.

## Affluence et retransmission télévisée

### Affluence
Avec 14 354 spectateurs de moyenne, le club se hisse au 16e rang du championnat. Le record de la saison a lieu lors de la 9e journée, avec 20 330 spectateurs pour Valenciennes / Reims.

### Retransmission télévisée
BeIn Sports